# Dirk Neubauer

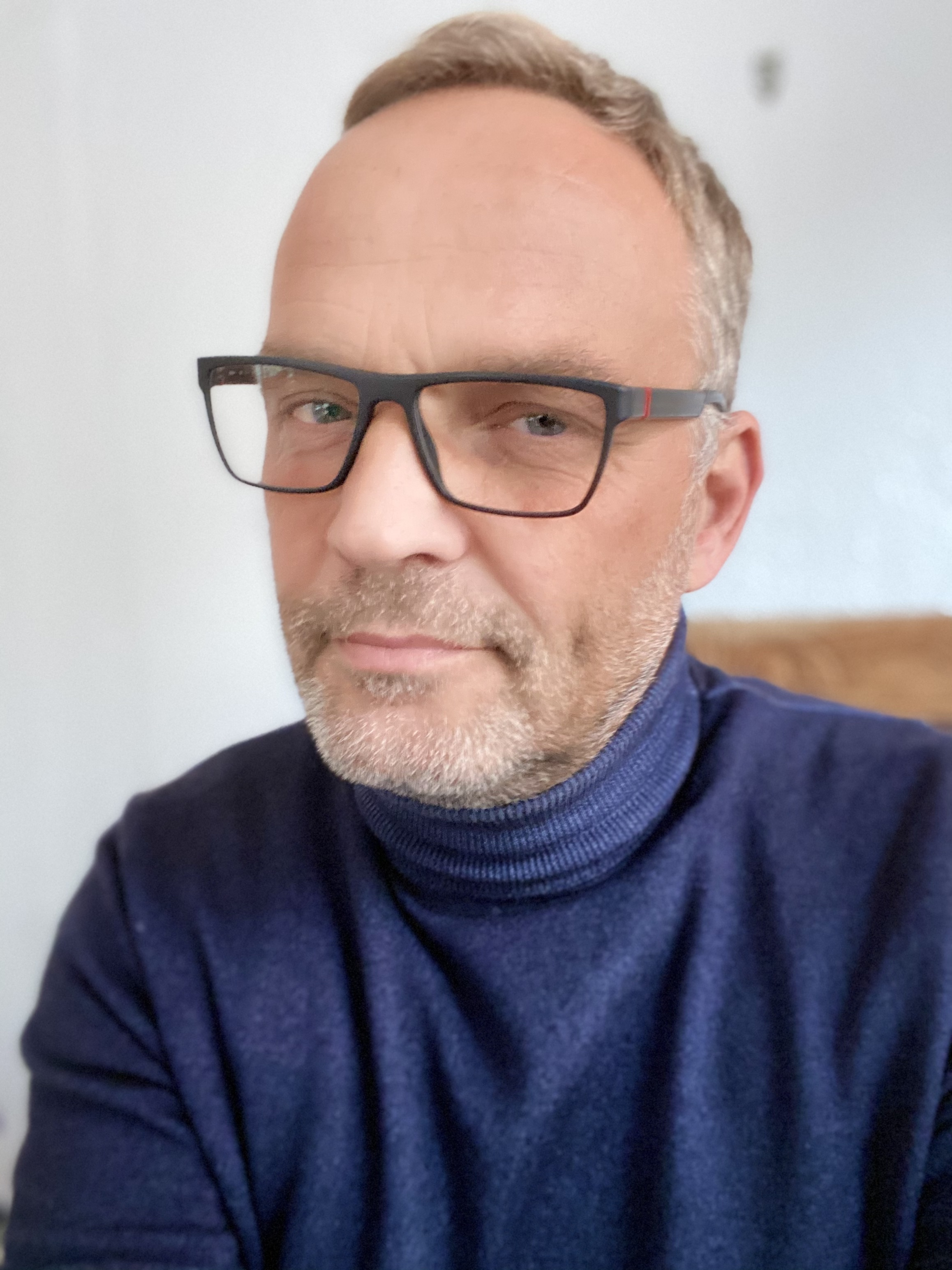
Dirk Neubauer

Dirk Neubauer (* 1971 in Halle (Saale)) ist ein deutscher Politiker (ehemals SPD), von August 2022 bis September 2024 Landrat des Landkreises Mittelsachsen, ehemaliger Bürgermeister der Stadt Augustusburg, Journalist und Buchautor.

## Leben
Nach einem Volontariat bei der Mitteldeutschen Zeitung war Dirk Neubauer zunächst zehn Jahre lang als Journalist tätig. Später war er Geschäftsführer eines lokalen Fernsehsenders und Marketingchef bei MDR Jump und MDR Sputnik. Des Weiteren entwickelte er Internetauftritte für Medienunternehmen.
Neubauer wurde 2013 zum Bürgermeister der Kleinstadt Augustusburg gewählt. Dort setzte er sich unter anderem für ein Portal für direkte Bürgerbeteiligung ein, welches 2018 den Politikaward gewann. 2017 trat Neubauer in die SPD ein, da er die Partei von innen erneuern wollte. Vier Jahre später trat er kurz vor der Bundestagswahl aus Protest wieder aus der Partei aus. Neubauer wurde 2020 erneut zum Bürgermeister gewählt.
Zur Landratswahl im Landkreis Mittelsachsen am 12. Juni 2022 erreichte Neubauer im ersten Wahlgang mit 41,3 % der Stimmen den ersten Platz, verfehlte aber die absolute Mehrheit. Seine Kandidatur wurde von den Parteien SPD, Die Grünen und Die Linke unterstützt. Beim zweiten Wahlgang am 3. Juli erreichte Neubauer über 55 % der Wählerstimmen und übernahm am 16. August das Amt des Landrates des Landkreises Mittelsachsen. Da Neubauer bisher Bürgermeister von Augustusburg war, ging aus einer vorgezogenen Neu- und anschließenden Stichwahl im Februar 2023 Jens Schmidt als sein Nachfolger hervor.
Neubauer kündigte am 23. Juli 2024 seinen vorzeitigen Rücktritt an. Als Begründung gab er die gesellschaftliche Stimmung, die Bedrohungslage gegen seine Person und überbordende Bürokratie an. Kurz vor der Rücktrittsankündigung, am 9. Juni 2024, fanden in Sachsen Kreistagswahlen statt. Neubauer gab nach der Wahl Kommentare ab, die den Vorsitzenden der CDU-Fraktion im Kreistag dazu veranlassten, ihm „Wählerbeschimpfung“ vorzuwerfen. In einer Presseerklärung kritisierte der CDU-Fraktionsvorsitzende zudem die mangelnde Umsetzung von Neubauers Versprechen. Politiker von SPD, Grünen und der Linken drückten nach der Entscheidung Neubauers ihren Respekt aus und sprachen von einem Verlust für Mittelsachsen. Am 13. August 2024 gab Neubauer nach entsprechenden Forderungen von AfD, CDU und Freien Wählern bekannt, er werde schon zum 30. September aus dem Amt ausscheiden.
Über sein politisches Engagement schrieb Neubauer zwei Bücher: „Rettet die Demokratie!: Eine überfällige Streitschrift“ und „Das Problem sind wir: Ein Bürgermeister in Sachsen kämpft für die Demokratie“.

## Schriften
- Das Problem sind wir: Ein Bürgermeister in Sachsen kämpft für die Demokratie. Deutsche Verlags-Anstalt, München 2019, ISBN 978-3-421-04851-6.
- Rettet die Demokratie!: Eine überfällige Streitschrift. rowohlt, Hamburg 2021, ISBN 978-3-499-00722-4.